# Guayabal (Azua)
Koordinaten: 18° 45′ N, 70° 50′ W

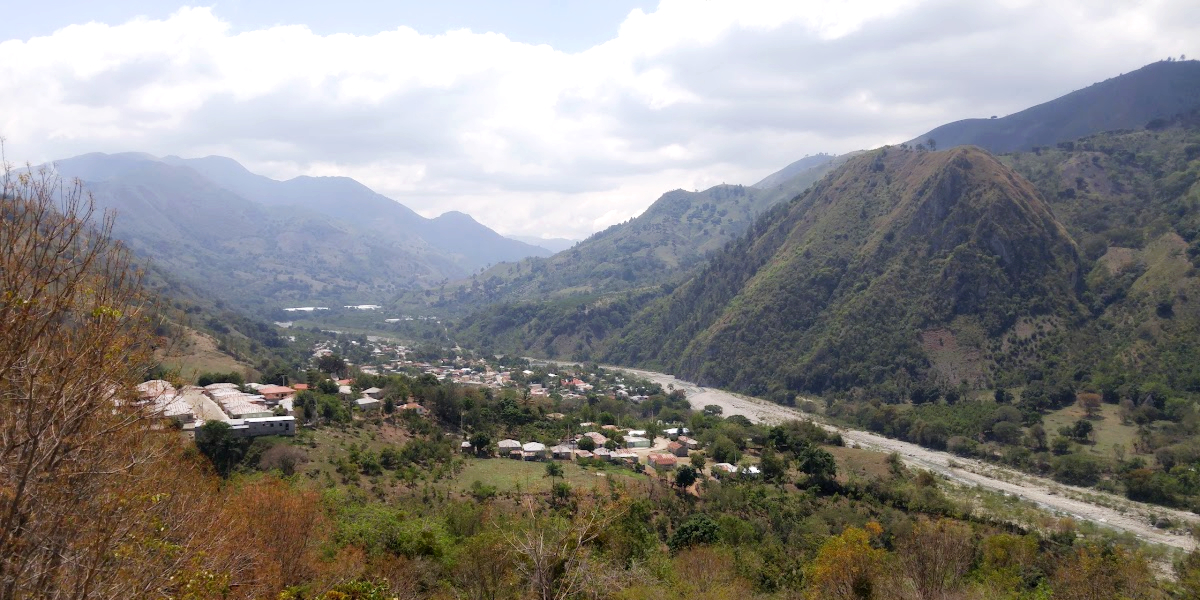
Blick auf Guayabal

Guayabal ist eine Kleinstadt von etwa 3.000 Einwohnern (2009) in der Provinz Azua in der Dominikanischen Republik. Man spricht ein süddominikanisches (Sureño-)Spanisch mit in Richtung „u“ tendierendem „o“, also Riu oder Tiu (Onkel) anstatt Rio oder Tio.

## Lage
Guayabal liegt 725 Meter über dem Meer, an der Einmündung des Arroyo Guayabal in den Rio Cueva. Durch diesen Arroyo Guayabal führt die Piste nach Constanza, welches drei bis vier Maultierstunden entfernt liegt. Mit geländegängigen Fahrzeugen und entsprechend kundigen Fahrern ist Constanza in weniger als zwei Stunden erreichbar. Guayabal liegt rund 20 km oder 50 Minuten (Schotterpiste) mit dem öffentlichen Kleinbus („Guagua“) nordöstlich von Padre las Casas, das seinerseits mit der Guagua von der Provinzhauptstadt Azua de Compostela her in zwei Stunden über eine asphaltierte Straße erreichbar ist.

## Gesellschaft
Guayabal verwaltet einige Dörfer entlang des Rio Cueva, die teilweise weit entfernt sind und zu denen man nur mit geländegängigen Fahrzeugen und mit Mühe gelangt. So etwa Periquito (20 Minuten Fußmarsch West), Arroyo Corozo (15 Min. Ost), La Guama (30 Min. Süd-Ost) und El Recodo (zwei Stunden Süd-Ost). Guayabal ist stark von Padre las Casas abhängig, so gibt es keine Bank und sehr viele Güter und Dienstleistungen müssen herbeigekarrt werden.
Die Bewohner bilden kinderreiche Familien. Wegen der grassierenden Armut gibt es eine starke Abwanderung, eindrücklich demonstriert durch die Rückkehr der Abgewanderten an Weihnachten oder in der „Semana Santa“ (Ostern).

## Wirtschaft
Die Wirtschaft ist stark geprägt vom Anbau von Indianerbohnen („Habichuelas“), Guandule (Straucherbse), Yuca (Casava oder Casabe bzw. Maniok) und Auyama (gelbfleischiger Kürbis mit bis zu etwa 40 cm Durchmesser). Die Anbaugebiete, sog. „Loma“ oder „Cerca“ reichen bis auf die Gipfel der höchsten Berge, d. h. bis auf über 1000 Meter Höhe. Der Ertrag einer „tarea“ (rund 625 m²) erreicht bis zu 4000 Pesos oder rund 100 US-Dollar. Die Fleischwirtschaft bleibt eher bescheiden, die Milchwirtschaft wurde verdrängt. Transporte werden mit Pferden, Maultieren und Eseln durchgeführt.

## Tourismus
Tourismus findet kaum statt. Es gibt zwar zwei kleine Hotels, eines davon mit vergleichsweise hohem Standard (Bad, Fernseher, Ventilator), doch dienen diese wohl hauptsächlich dem Geschäfts- und Administrativverkehr. Restaurants gibt es keine, doch werden Gäste schnell zu Tische gebeten. Individualtouristen übernachten in Guayabal oder Padre las Casas auf dem Weg nach Constanza.